# Terreur (nouvelle)
Pour les articles homonymes, voir Terreur.
Terreur (titre original : Kyôfu) est une nouvelle de Jun'ichirō Tanizaki publiée pour la première fois en janvier 1913 dans le journal Osaka Mainichi.

## Résumé
Le récit à la première personne décrit les angoisses d'un personnage atteint de dépression nerveuse qui doit se rendre de Kyoto à Osaka pour passer devant le conseil de révision.

## Thème
Dans cette nouvelle, empreinte de souvenirs autobiographiques, l'auteur explore les souffrances psychologiques, comme il explorera les souffrances physiques dans Visions d'un lit de douleurs.

## Édition française
- Tanizaki, Terreur dans Œuvres, vol. 1 (1910-1936), Paris, Gallimard, coll. « Bibliothèque de la Pléiade », 1997.